# Апостольская префектура Лабатеки
Апостольская префектура Лабатеки (лат. Praefectura Apostolica de Labateca) — упразднённая апостольская префектура Римско-Католической Церкви, существовавшая в XX веке в Колумбии. Центр апостольской префектуры находился в городе Лабатека. 

## История
15 июня 1945 года Римский папа Пий XII учредил апостольскую префектуру Лабатеки, выделив её из архиепархии Нуэва-Памплоны и апостольской префектуры Арауки (сегодня — Епархия Арауки). 
29 мая 1956 года апостольская префектура Лабатеки передала часть своей территории для образования новой епархии Кукуты. В этот же день апостольская префектура Лабатеки была упразднена, а её территория была передана архиепархии Нуэва-Памплоны и апостольской префектуре Арауки.

## Ординарии апостольской префектуры
- священник Luís Eduardo García Rodríguez M.X.Y[1] (15.06.1945 — 29.05.1956).